# Nil
NIL, nil — символьный атом в языке Лисп, обозначающий ложь при интерпретации его в качестве элемента булева выражения и пустой список при обработке списков. В таком же качестве nil используется в большом числе других функциональных языков программирования.
В стандартных реализациях Лисп NIL активно используется при низкоуровневых манипуляциях внутренней структурой списков (переадресации указателей). Так, например, функция SPLIT заменяет на NIL центральный элемент списка.
Поскольку Лисп обеспечивает автоматическую сборку мусора, обращение к nil в этом языке, в отличие от обращения к неинициализированным указателям в ряде других языков программирования, само по себе безопасно для дальнейшего выполнения программы.

### В других языках программирования
NIL или nil используется в качестве обозначения пустого указателя в таких языках программирования как Pascal, Компонентный Паскаль, Ruby и Go. В этих языках он имеет иную семантику (не представляет собой булево значение) и применяется в иных целях, чем в Лисп.